# کونتز لیک (ایندیانا)
کونتز لیک (به انگلیسی: Koontz Lake) یک منطقهٔ مسکونی در ایالات متحده آمریکا است که در ایندیانا واقع شده‌است. کونتز لیک ۱۰٫۱ کیلومتر مربع مساحت و ۱٬۵۵۷ نفر جمعیت دارد و ۲۲۴ متر بالاتر از سطح دریا واقع شده‌است.